# Retour à Bollène
Pour plus de détails, voir Fiche technique et Distribution.
Retour à Bollène est un film franco-marocain réalisé par Saïd Hamich et sorti en 2018.

## Synopsis
Nassim, 30 ans, a grandi à Bollène, mais vit désormais à Abou Dabi avec sa fiancée américaine. Quand il revient chez lui, il retrouve une ville sinistrée, gouvernée par la Ligue du Sud et son père que ne lui adresse plus la parole.

## Fiche technique
- Titre : Retour à Bollène
- Réalisation : Saïd Hamich
- Scénario : Saïd Hamich
- Photographie : Adrien Lecouturier
- Son : François Abdelnour, Margot Testemale et Fanny Weinzaepflen
- Décors : Edwige Le Carquet
- Costumes : Sophie Bégon
- Assistant Réalisateur : Bruno Laurec
- Régie : Anthony Cazet
- Montage : Xavier Sirven
- Musique : Pauline Rambeau de Baralon
- Société de production : Barney Production - Mont Fleuri Production
- Distribution : Pyramide
- Pays d'origine :  France -  Maroc
- Durée : 67 minutes
- Date de sortie : 30 mai 2018

## Distribution
- Anas El Baz : Nassim
- Kate Colebrook : Élisabeth
- Saïd Benchnafa : Mouss
- Bénédicte-Lala Ernoult : Hajjar
- Jamila Charik : la mère de Nassim
- Abdelhak Saleh : le père de Nassim
- Lamia Menioui : Asma

## Accueil critique
- Dans Le Monde (30 mai 2018), Muriel Joudet note que « malgré sa brièveté qui pourrait faire croire à une simple ébauche, Retour à Bollène est un film amplement achevé qui parvient à contourner tous les écueils que l'on pensait trouver en chemin » ; elle précise : « A travers de multiples rencontres se dresse en creux le portrait de Nassim, élève brillant qui a fui une ville qui ne lui offrait rien et désormais gangrenée par la montée de l’extrême droite, mais aussi une famille musulmane pratiquante dans laquelle il ne se retrouve pas. »
- Pour Julien Gester (Libération, 29 mai 2018), « le film séduit surtout par sa singulière vue en coupes d’une communauté aux perspectives brisées. »
- Selon Pierre Vavasseur (Le Parisien, 29 mai 2018), le film « est à la fois captivant par son sujet mais décevant dans son traitement. Il aurait mérité autre chose qu’un survol. On attend une densité, on n’a qu’une évaporation. »

## Récompense
- 2017 : Prix Contrebandes au Festival international du film indépendant de Bordeaux